# アラバーナの海賊たち
『アラバーナの海賊たち』（あらばーなのかいぞくたち）は、伊藤たつきによる日本の少女向けライトノベル。イラストは七海慎吾が担当している。角川ビーンズ文庫（角川書店）より、2007年2月から2010年2月にかけて全10冊（長編9冊、短編集1冊）が刊行された。
2009年6月24日にマリン・エンタテインメントより、ドラマCD『アラバーナの海賊たち 幕開けは嵐とともに』が発売された。

## あらすじ
黄金の大陸・アラバーナ。金髪碧眼の元気な少女・ジャリスは、美形の凄腕商人・コダートに記憶喪失のところを助けてもらう。コダートの豪邸でもどかしく過ごしていたある日、屋敷で宴が行われることを知る。しかもその宴に世界的に有名な伝説の『海賊船長』も来ると聞いて……（第1巻）。おてんばジャリスと美形の仲間たちによる、見習い海賊たちのアラビアンファンタジー。

## 登場人物
※キャストはドラマCD版のもの。

### 主な人物
ジャリス
声：豊口めぐみ
本作品の主人公にしてヒロイン。本名は、ジャリス・シンリクット。金髪・碧眼の元気で男勝りな少女だが、その実は伝説の海賊船・バルク号の船長。
伝説的英雄『シンリクット船長』は、実の祖父であり、自身も『プス船長』として奴隷制度の廃止などの功績をあげており、結構有名。しかし、有名なのは名前なので、プス船長が女だと知る人は限りなく少ない。
昔、ターラによって、背中に『指輪の地図』を隠された。
コダート
声：小野大輔
かつてはアラバーナ大陸一の天才商人だったが、今ではバルク号の船員で参謀的存在。おてんばなジャリスに振り回され苦労している。人間離れした勘をもっていて、ほぼ100%はずさない。スライマン皇子とターラによって勝手にジャリスの婚約者にされている。ジャリスに好意を寄せている。
父はマハル王国のスライマン皇子だが、すでに他界している。母のアーヤも他界している。そのため、幼いころは奴隷として扱われていた。そのころからお世話になっていたハジに信頼を寄せていたが、1巻の事件で裏切られ、魔物（ジン）を追うことを決心する。
実は母のアーヤが魔物だったため、コダートも半魔物。人間離れした勘もそのため。3巻にて、母によって封印されていた力が指輪の力で解け、魔物として覚醒しかけた。

### バルク号
シャルマ
声：平川大輔
バルク号の副船長でジャリスの守役。美形でクールだが、お金にはうるさい。
前は、タバラン国で奴隷として働かされていたが、ジャリスとクアイ皇子の活躍により奴隷から解放され、ジャリスの仲間になった。奴隷時代の呼び名は16番。
ナッシル
声：檜山修之
バルク号の船員。大酒飲みだが、医者としては凄腕。マラファムの弟。ターラとは親子関係にある。
リク
声：下野紘
バルク号の船員の少年。見かけによらずの力持ち。シャルマと同じく、タバラン国で奴隷とされていたところを助けられた。女装が似合う。
アブウ
声：鈴村健一
水差しの精霊（ジャーン）。ジャリスが呼び出したため、ジャリスをご主人様と呼ぶ。水大砲や水鏡などが使える。同じく精霊のルーレルにとても好かれている（本人は嫌がっている）。
ターラ
本名はイジュタラ・シンリクット。ジャリスの祖父、マラファムやナッシルの父で海賊同盟の創立者。また、かの『シンリクット船長』本人。昔は冷徹だったらしい。
しかし、現在は不老不死の呪いによって若い姿のまま。あまりの放蕩のしすぎに現・海賊同盟盟主のマラファムが怒り、高額の賞金首にされる。
探しているのは『4つの指輪』で、フィクルの船のテリス号の船長となり、フィクルを巻き込んで旅をしている。

### サウルナ国海軍
カッサラ
サウルナ国海軍大佐のアクラブ号の船長。優れた軍人で紳士的。人望も厚く、ジャリスたちの手助けをしたこともあった。
リンド
アクラブ号の副船長。やる気や協力性が全くなかったが、カッサラによって変わってくる。いわゆるツンデレで、カッサラに一番懐いている。若干乱暴な性格をしているが根はいいヤツ。
実は、魔物の悪魔（シャイターン）の一人だが、カッサラや船員たちをかばう。しかし、そのせいで仲間の悪魔（ハジ、ラシッド）にカッサラを人質に取られ脅迫される。
第6巻「旋風はハーレムに捕われる」よりジャリス一行の仲間となる。
ブシュラル
アクラブ号の船員。エバァンという兄がいる。
ムスタファ
アクラブ号の船員。

### カトゥーナ国
フィクル
カトゥーナ国の王室御用達商人。ターラと共に旅をすることになった、品のいい青年。
実は、カトゥーナ国の皇子でラスミア女王の双子の弟。呪われた双子の伝説により、殺されるところだったのを当時海賊同盟盟主だったターラが助けてくれた。しかし、皇子として生きることは出来なく、ラスミアの計らいで商人として生きていくことになった。
ラスミア女王
カトゥーナ国の女王で、フィクルの双子の姉。美人で賢いが、気が強い。ターラが好き。

### タバラン王国
クアイ皇子
タバラン国の皇子。ジャリスが好きで、ジャリスも自分が好きだと思っている。美形で、かなりの切れ者。
ジャリスが見習いとして初めて試練を受けた国で、彼に助けられ、奴隷制度の廃止にこぎつけた。その後、求婚や結婚式を勝手に挙げようとしたりしている。
ガーイム
クアイ皇子が最も信頼できる部下。足音を立てずに歩いたり、気配を感じさせないように行動出来る。
ヤナキム（ヤフティ）
タバラン国第一王子でクアイの兄。美形でクアイに似ている。もともとの王位継承者だったが、王位争いを心配しクアイに継承権を譲った。
タバラン国のマイダラにランプの精ルーレルの魔法で造った宮殿で暮らしていた。ジャリスと出会いクアイを自由にし自分が代わって政治をすることを決意した。
放蕩息子を演じているが実は切れ者。嘘をついたときは右眉が少し上がり、何かごまかしたときは薄笑いを浮かべる癖がある。
ランプの精ルーレル
強大な魔力を持つ女の精霊。たくましい筋肉がついていて正直恐ろしい。腕輪を直せる唯一の鍵。アブウをとても気に入っている。
ミリアル
ヤナキムの侍女頭で王宮にいたときからのベテラン。優しく、面倒見がよい。
ミャンファ
2年前ジャリスに助けられた元奴隷。現在は商人として成功している。ヤナキムの住む宮殿に食材を届けていた。
サンジャ
2年前に助けられた元奴隷。
トフカフ
悪徳商人2年前までシャルマを奴隷として使っていた。奴隷制度廃止後も裏で良からぬことをしていた。

### その他の人物
ハジ
声：遊佐浩二
魔物で悪魔の一人。コダートに長い間つけこみ、裏切る。
サウルナ国海軍司令官と名乗り、カッサラを操る（ただし、術をかけたのは他の悪魔）。
ラシッド（ラシャラード）
ハジ同様悪魔。（シャイターン）3人の中で最も権力を持っている。魔王オシリス復活のためジャリスたちの前に立ちはだかる。外見はとても可愛らしく、眼鏡をしている。
マラファム
現・海賊同盟盟主で、ジャリスの父。ジャリスとは父子としてではなく、盟主と海賊見習いとして接している。
スライマン皇子
マハル王国の皇子だが、すでに故人。コダートの父親で、昔、生まれてくるコダートをターラに託した。
アーヤ
スライマン皇子の侍女でこちらもすでに故人。コダートの母親。
彼女は魔物だったが、スライマン皇子も彼女を愛しアーヤも彼を愛して、コダートが産まれた。

## 用語

### 人外の者
魔物（ジン）
人外の力を持つもの。力は、魔物によってさまざま。
悪魔（シャイターン）
魔物の一種（他にあるのかは不明）で、最も悪い存在。特徴は、濃い赤の眼・黒い翼・尖った牙など。
精霊（ジャーン）
魔物ではない、人外の力を持つもの。人を助ける。
バジリスク
体は蛇に近く、目を見ると石にされるといわれる怪物。以前カトゥーナ国のフィクルが呪いをかけられた。

### 海賊同盟
海賊・海賊見習い
俗に言う、盗みをはたらく海賊ではなく、アラバーナ全土の平和を守るための組織。アラバーナ大陸の8つの国の旗を全て集めることが出来たら海賊になることが出来る。
試練
海賊見習いが、各国のスルタン達に同盟の正式な使者である海賊として認めてもらうために、スルタンから与えられる試練を達成し、証拠として各国の紋章が刺繍された旗を集めていく。八カ国全ての旗を集めることが出来れば、その船の船長は正式な海賊と認められる。

### 指輪
4つの指輪
アラバーナ大陸全土のどこかにある、素材の違う同じデザインの4つの指輪。魔力を増幅させることが出来る。
指輪の地図
どこにあるのか分からない指輪を探す能力のあったアーヤが、地図という形で、ターラに授けたもの。ターラによってそれは、ジャリスの『背中』とターラの『シンリクット船長の腕輪』に分けて移された。ジャリスがその腕輪をはめて、魔力を出したコダートがジャリスの背中に触れれば、アラバーナ大陸の地図が浮かび上がり、指輪のあるところが光る。

## 既刊一覧
1. 『アラバーナの海賊たち 幕開けは嵐とともに』　2007年2月発売　ISBN 9784044525019
2. 『アラバーナの海賊たち 出航は波乱の香り』　2007年7月発売　ISBN 9784044525026
3. 『アラバーナの海賊たち 花嫁は竜巻に奪われる』　2007年12月発売　ISBN 9784044525033
4. 『アラバーナの海賊たち 幽霊船は婚約者を惑わす』　2008年4月発売　ISBN 9784044525040
5. 『アラバーナの海賊たち 結婚式は津波のごとく』　2008年7月発売　ISBN 9784044525057
6. 『アラバーナの海賊たち 旋風はハーレムに捕われる』 2008年10月発売 ISBN 9784044525064
7. 『アラバーナの海賊たち お見合いは奇跡をまねく』　2009年3月発売 ISBN 9784044525071
8. 『アラバーナの海賊たち さよならは海風に乗って』　2009年8月発売 ISBN 9784044525088
9. 『アラバーナの海賊たち バルク号の華麗なる冒険』 2010年1月発売 ISBN 9784044525095
10. 『アラバーナの海賊たち 太陽は夜明けを祈る』　2010年2月発売 ISBN 9784044525101